# Legalizace.cz
Legalizace.cz je český spolek, který nesouhlasí s kriminalizováním konopí a jeho uživatelů. Hlavními požadavky sdružení jsou legalizace konopí pro osobní potřebu samoléčby či rekreace, legalizace pro léčebné účely, vědu a výzkum, šíření pravdivých a objektivních informací o konopí ve všech jeho aspektech užití a využití a otevření politické debaty, která povede k reformě drogové politiky v zemi. Sdružení se pořádáním kulturních a společenských akcí, konáním lobbyingu a kampaní snaží legalizovat marihuanu a všechny její deriváty. Toto občanské sdružení také vykonává mnoho aktivit – pořádá Million Marihuana March spolupracuje při vydávání časopisu Legalizace, je odborným partnerem mezinárodního konopného veletrhu Cannafest nebo pořádá akce "Semínka seniorům".
Hlavní činností sdružení je především informovat co nejširší veřejnost o konopí, jeho účincích či možnostech využití. Spolupracuje s dalšími sdruženími či organizacemi, které myšlenku legalizace konopí neodmítají či o legalizaci konopí samy usilují. Patří mezi ně například evropská organizace ENCOD, o.s. Konopa či nadace Drop In.[zdroj⁠?!]
Jeho členové se podílejí na tvorbě tištěných dvouměsíčníků Legalizace (od roku 2010) a Konopí (od roku 2018). 

## Historie
Sdružení Legalizace.cz vzniklo v devadesátých letech ze dvou skupin lidí – jedné kolem Přípravného výboru Občanského sdružení za legalizaci konopí a druhé kolem emailové konference trava@main.naf.cz, z níž vznikla webová stránka Legalizace.cz, od níž časem převzalo název i oficiální sdružení. 

### Přípravný výbor Občanského sdružení za legalizaci konopí
Neoficiální vznik občanského sdružení Legalizace.cz by se dal datovat na rok 1993, kdy v Činoherním klubu proběhla ustavující schůze Přípravného výboru Občanského sdružení za legalizaci konopí. Zakládající členové byli Tibor Stuchlík, Nikolaos Konstantinu Moisidis, Jiří Simon, Michal Suchánek, Nela Boudová. Mimo osvětové činnosti na podporu legalizace konopí vznikla petice s požadavkem vyjmutí THC a jeho derivátů ze seznamu omamných a psychotropních látek, kterou podepsalo 8 000 lidí. 10. října 1998 byla uspořádána první demonstrace za legalizaci marihuany, která se konala na Staroměstském náměstí a dalo by se říci, že se jednalo o nultý ročník Million Marijuana March, který byl poprvé pod tímto názvem (a stejnou organizací) pořádán až o rok později. 
O rok později, v roce 1999, vznikl institut tzv. „Konopného ombudsmana“, který je celou dobu zastáván Markem Jehličkou – jedná se o člověka, který "automaticky žádá o milost pro osoby trestané kvůli držení a pěstování marihuany pro osobní potřebu". Tento post vznikl jako reakce na tehdejší návrh na zákon, který se týkal mj. lidí, kteří u sebe mají konopí pro vlastní potřebu.
Přípravnému výboru se Občanské sdružení za legalizaci konopí nedařilo oficiálně založit, protože Ministerstvo vnitra registraci odmítalo s tím, že sdružení nelze zaregistrovat, protože konopí je nelegální a sdružení by tedy propagovalo něco nelegálního.

### Svaz Pěstitelů Konopí (SPK)
Sdružení Legalizace.cz oficiálně vzniklo jako Svaz Pěstitelů Konopí se sídlem v Brně 7. 12. 1998, předsedou sdružení se stal Václav Linkov.
Název byl zvolen tak, aby se lišil od názvu připravovaného pražského sdružení a zároveň aby bylo možno vůči ministerstvu lépe vyargumentovat legálnost cílů sdružení. Programové cíle byly: „1. SPK usiluje o co největší rozšíření legálního pěstování jedné z nejstarších a nejužitečnějších kulturních rostlin – konopí (Cannabis sativa). 2. SPK legálními způsoby informuje veřejnost o způsobech pěstování a využití konopí.“ Takto bylo možno lépe argumentovat, že SPK nebude dělat nic nelegálního, protože pěstování (technického) konopí bylo vždy legální, a zároveň bylo možno pořádat demonstrace za legalizaci, protože spadaly pod cíl „rozšíření legality“. Ministerstvo napodruhé argumentaci uznalo a sdružení zaregistrovalo.
První oficiálně povolenou akcí zaregistrovaného sdružení byla demonstrace za legalizaci marihuany na náměstí Svobody v Brně 13. 3. 1999, společně s Přípravným výborem Občanského sdružení za legalizaci konopí pak SPK pořádal první ročník Million Marihuana March.

### Občanské sdružení za legální konopí
Občanské sdružení za legalizaci konopí se přípravnému výboru nepodařilo zaregistrovat ani v prosinci 1999. Proto se valná hromada Svazu pěstitelů konopí konaná na demonstraci v Brně 18. 3. 2000 rozhodla, že v ČR stačí mít jedno sdružení, a změnila sídlo sdružení z Brna do Prahy, zvolila novým předsedou člena Přípravného výboru Občanského sdružení za legalizaci konopí Tibora Stuchlíka a změnila název na Občanské sdružení za legální konopí. Název byl zvolen tak, aby byl co nejpodobnější původně připravovanému pražskému sdružení, byl v souladu s ministerstvem schválenými programovými cíli SPK a neobsahoval slovo legalizace, které ministerstvu vadilo. I tak ale ministerstvo nový název napoprvé neschválilo, takže změna byla zaregistrována až 19. 6. 2000. 

## Projekty

### Million Marihuana March (MMM)
Million Marihuana March je demonstrace konaná v několika městech po celém světě, na které se každoročně scházejí tisíce příznivců konopí. V České republice se konal první ročník v roce 1999, a od té doby se akce opakovala každý rok bez přerušení. Tato akce zahrnuje protesty, pochody, setkání lidí se stejnými zájmy, hudební festivaly, promítání filmů, či diskuze na téma konopí.
Akce se konala na několika místech v Praze – na Palachově náměstí (1999), na Náměstí Míru (2000), na Letenské pláni (2001 až 2007) a na Parukářce (2008 až 2010).
Každoročně se (české) akce zúčastní několik tisíc lidí (již první ročník měl účast přibližně jeden tisíc lidí), samozřejmě včetně známých osobností z oblastní konopné kultury, jako jsou kupříkladu Jiří X. Doležal, či členové kapel, které mají k této kultuře blízko a přímo na MMM vystupují.
První oficiálně schválenou akcí se všemi povoleními byl MMM v Brně 2001, v Praze byla akce naprosto oficiální a legální až v roce 2003. Teprve v této době bylo vše právně zařízeno tak, jak to být má. Do té doby byla akce alespoň z části v nesouladu se zákonem. V témže roce se také k MMM přidala další města České republiky – Plzeň a Třebíč.
Celá akce je zdarma – návštěvníci neplatí žádné vstupné, ale ani hudební skupiny, které vystupují, nedostávají žádnou finanční odměnu.

### Semínka seniorům
Semínka seniorům je akce, která se koná od roku 2009 (první ročník byl součástí Million Marihuana March 2009). Na spolek Legalizace.cz se obracelo velké množství (nejen) seniorů s mnoha dotazy ohledně marihuany a hlavně jejího pěstování, či rovnou konkrétně ohledně toho, kde a jak se dají koupit semínka konopí. To vedlo k rozhodnutí uspořádat akci semínka seniorům, při které se nemocní lidé, kteří se chtějí léčit marihuanou, kterou si sami vypěstují, obrátí na občanské sdružení Legalizace.cz s prosbou o semínka, které obratem dostanou.
Vše je postaveno na čestném prohlášení jednotlivců, kteří o semínka žádají, že konopí, které budou pěstovat z darovaných semen bude využito pouze pro léčebné účely a pouze pro osobu, která o ně zažádala.

### Kytka poslanci
Kytka poslanci je výzva občanům, aby poslancům dali najevo, že "nesouhlasí s trestáním nevinných lidí a jsou rozhořčeni nad pokračujícím utrpením občanů České republiky, kteří jsou nemocní nebo umírají, protože jim je upíráno právo na přístup k lékům, které potřebují". Jedná se o předepsaný e-mail, který je odeslán na kontaktní e-mailové adresy skrze k tomu určený formulář, do kterého se doplní vlastní e-mail, popřípadě přidá ještě další poznatek, nebo názor. Tímto způsobem chce o. s. Legalizace.cz vyvinout tlak na poslance, aby se něco v této věci dělo.